# كلود مارتن
كلود مارتن (بالفرنسية: Claude Auguste Louis Martin)‏ هو مجدف وسياسي فرنسي، ولد في 6 فبراير 1930 في باريس في فرنسا، وتوفي في 5 ديسمبر 2017 في فرنسا. حزبياً، نشط في التجمع من أجل الجمهورية واتحاد الديمقراطيين من أجل الجمهورية.

## مناصب
- انتخب mayor's adjunct ‏ عن دائرة الدائرة الحادية عشرة في باريس (1983 – 1995).
- انتخب عضو مجلس جهوي عن دائرة إيل دو فرانس.
- انتخب عضو المجلس العام  [لغات أخرى]‏ عن دائرة باريس.
- انتخب عضو المجلس المحلي [الإنجليزية]‏ عن دائرة باريس.
- في الانتخابات التشريعية الفرنسية 1978 [الإنجليزية]‏، انتخب نائب فرنسي عن دائرة  وقد انضم خلال فترته النيابية  [لغات أخرى]‏ (3 أبريل 1978 – 22 مايو 1981)  للكتلة البرلمانية التجمع من أجل الجمهورية.
- في الانتخابات التشريعية الفرنسية 1968 [الإنجليزية]‏، انتخب نائب فرنسي عن دائرة  وقد انضم خلال فترته النيابية  [لغات أخرى]‏ (11 يوليو 1968 – 1 أبريل 1973)  للكتلة البرلمانية اتحاد الديمقراطيين من أجل الجمهورية.

## روابط خارجية
- كلود مارتن على موقع الاتحاد الدولي للتجديف (الإنجليزية)
- كلود مارتن على موقع اللجنة الأولمبية الدولية (الإنجليزية)
- كلود مارتن على موقع أوليمبيديا (الإنجليزية)